# Tityus kindli
Espèce
Tityus kindli est une espèce de scorpions de la famille des Buthidae.

## Distribution
Cette espèce est endémique de la province de La Vega en République dominicaine. Elle se rencontre vers Constanza.

## Description
Le mâle holotype mesure 45,15 mm et le mâle paratype 40,43 mm.

## Étymologie
Cette espèce est nommée en l'honneur de Pavel Kindl.

## Publication originale
- Kovařík & Teruel, 2014 : « Three new scorpion species from the Dominican Republic, Greater Antilles (Scorpiones: Buthidae, Scorpionidae). » Euscorpius, no 187, p. 1–27 (texte intégral).